# 두들 챔피언 아일랜드 게임
두들 챔피언 아일랜드 게임(Doodle Champion Island Games)은 구글이 STUDIO 4℃와 파트너십을 맺고 개발한 2021년 롤플레잉 브라우저 게임이다. 이 게임은 2020년 하계 올림픽과 2020년 하계 패럴림픽, 그리고 일본의 민속 및 문화를 기념하기 위해 상호작용적 구글 두들로서 동작했다.
두들은 2021년 9월 6일 구글에 의해 제거되었지만 지금도 구글 두들 아카이브에서 플레이가 가능하다.
이 게임은 7개의 각기 다른 미니 스포츠 게임을 갖추고 있으며 탁구, 스케이트보드, 궁술, 7인제 럭비, 아티스틱스위밍, 스포츠클라이밍, 마라톤 등의 올림픽 경기 종목이 등장한다.